# Blažice
Blažice (in ungherese Balogd) è un comune della Slovacchia facente parte del distretto di Košice-okolie, nella regione di Košice.